# Hootie and the Blowfish (album)
Pour l’article homonyme, voir Hootie and the Blowfish.
Albums de Hootie and the Blowfish
Scattered, Smothered and Covered
(2000) The Best Of Hootie & The Blowfish : 1993-2003
(2004)
Hootie and the Blowfish est le quatrième album studio de 2003 de Hootie and the Blowfish, qui ont connu le succès grâce à leur premier album Cracked Rear View. Aux États-Unis, l'album s'est classé 46e au Billboard 200.

## Ordre des pistes
No. Nom de piste  – Durée
1. Deeper Side – 3:38
2. Little Brother – 3:09
3. Innocence  – 3:24
4. Space – 2:15
5. I'll Come Runnin' – 3:48
6. Tears Fall Down – 3:05
7. The Rain Song  – 3:52
8. Show Me Your Heart – 4:03
9. When She's Gone  – 4:06
10. Little Darlin' – 3:18
11. Woody – 3:15
12. Go and Tell Him (Soup Song) – 4:12
13. Alright (Bonus Track) – 3:49